# St. Stephan (Augsburg)
Die Klosterkirche St. Stephan in Augsburg ist eine ehemalige Damenstifts- und heutige Benediktinerstiftskirche. Nach der Zerstörung im Zweiten Weltkrieg wurde sie bis 1966 in vereinfachter Form wieder aufgebaut. Als Baudenkmal im Stadtbezirk Bleich und Pfärrle ist die zum Kloster St. Stephan gehörende Kirche in die Bayerische Denkmalliste eingetragen.

## Geschichte

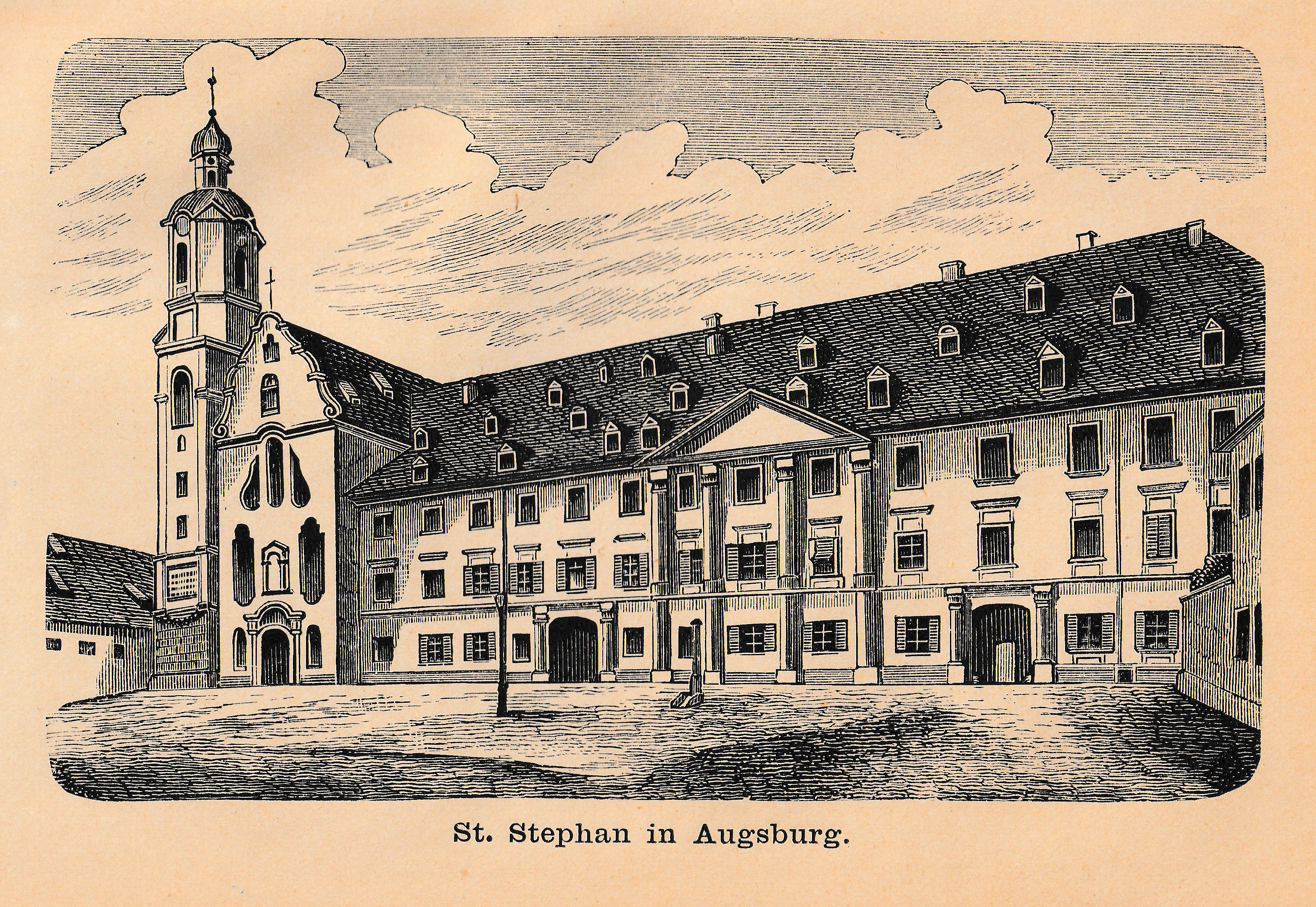
St. Stephan zu Ende des 19. Jh.

### Vorgeschichte und Mittelalter
Schon bevor das Kanonissenstift im Jahr 969 gegründet wurde, stand an dieser Stelle ein Gotteshaus, das dem heiligen Stephanus geweiht war. Die ursprünglich dreischiffige Pfeilerbasilika mit zwei Westtürmen wurde auf römischen Grundmauern errichtet und mehrmals nach Bränden neugebaut. In der Allerheiligenkapelle befinden sich Reste einer dieser Vorgängerkirchen, die um 1070 von Bischof Embriko (1063–1077) geweiht wurde.
Im 12. Jahrhundert trennte sich vom Sprengel der Dompfarrei St. Stephan als eine eigene Pfarrei ab. Sie ist ab 1169 urkundlich nachweisbar und wurde unter Bischof Friedrich I. Spät von Faimingen im Jahr 1310 dem Damenstift St. Stephan inkorporiert. Die Äbtissin von St. Stephan bestimmte den Pfarrer und das sonstige Personal und sorgte für den Unterhalt und die Gebäude. Die Pfarrstelle wurde ab dem späten 16. Jahrhundert von einem Domvikar versehen. Zu dem Pfarrsprengel gehörten das Kirchlein St. Gallus und die Pestkapelle St. Sebastian. Im Jahr 1459 wurde das Kirchendach durch einen Brand zerstört, wonach man die Fenster und Gewölbe im gotischen Stil erneuerte.

### Barockisierung und Säkularisation
1618 wurde die Kirche durch den Freisinger Maurermeister Adam Höflmayr dem Renaissancestil angeglichen. 1619 stürzte der gotische Kirchturm ein; ein neuer Turm wurde von Karl Dietz erbaut. Vorbild war die Turmlösung von St. Peter am Perlach nach einem Entwurf von Elias Holl. In ihren heutigen Außenmauern geht die Kirche auf einen Neubau in der Rokokozeit zurück. Den Auftrag zum Umbau von 1755–1757 gab die Äbtissin Beata von Welden. Der leitende Architekt war Franz Xaver Kleinhans, der sich vor allem an Dominikus Zimmermann orientiert hat. Er ließ den Vorgängerbau in weiten Teilen abreißen. Die Fresken schuf Balthasar Riepp und die Stuckarbeiten waren ein Werk Franz Xaver Feuchtmayers dem Jüngeren.
Nach der Säkularisation wurde die Pfarrei St. Stephan, die etwa 300 Seelen umfasste, im Jahr 1809 oder 1810 wieder aufgelöst und auf die Sprengel der Dompfarrei und der Pfarrei St. Georg verteilt. Die Kirche St. Stephan wurde geschlossen, nach wenigen Wochen aber wieder zur Privatandacht geöffnet. 1835 zogen mit der Wiederbegründung des Klosters die Benediktiner ein. Von der prächtigen Ausgestaltung der schwäbischen Rokokokirche, die 1935 aufwändig renoviert wurde, zeugen heute nur noch alte Fotografien.

### Zerstörung und Wiederaufbau
Bei dem verheerenden Luftangriff auf Augsburg in der Nacht vom 25. auf den 26. Februar 1944 im Zweiten Weltkrieg wurde die Kirche, ebenso wie das gesamte Kloster, vollkommen zerstört. Vernichtet wurde auch die damalige Ausstattung, darunter eine Christusfigur von Georg Petel sowie vier Tafelbilder von Thoman Burgkmair.
Die Kirche wurde im Winter 1950/51 provisorisch instand gesetzt und der Kirchenraum bis 1966 vollendet. Dabei stellte man ihre äußere Gestalt weitgehend wieder her, im Inneren weist sie jedoch seither eine moderne Schlichtheit auf. Anstatt der Gewölbe wurde nun eine flache Balkendecke eingezogen. Wenige erhaltene plastische Figuren aus früheren Jahrhunderten zieren den ansonsten zurückhaltend geschmückten Bau.

## Beschreibung

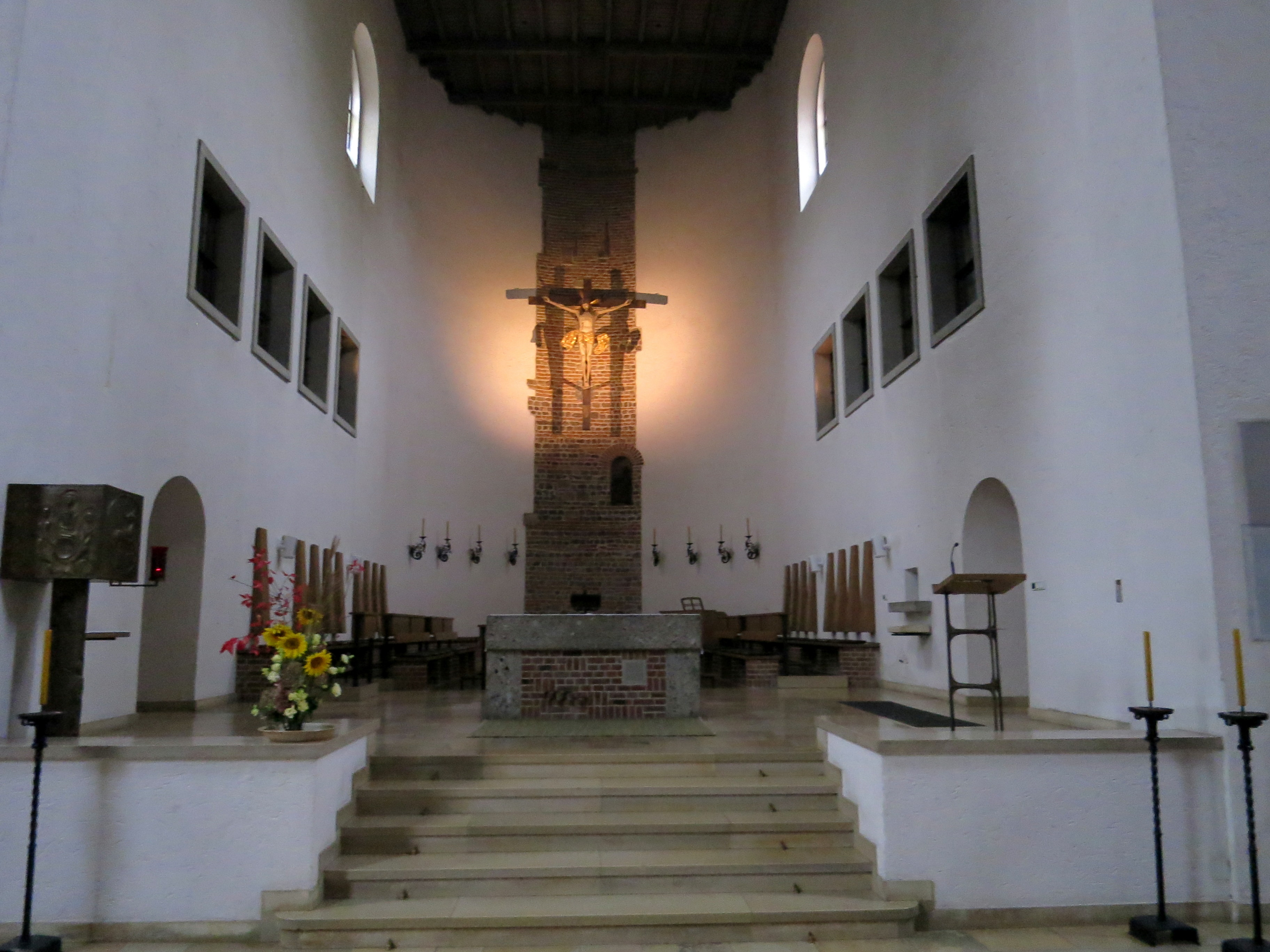
Der erhöhte Chorraum

Die Kirche ist einschiffig. Man betritt sie im Westen durch ein Portal und gelangt zunächst in eine Vorhalle, die ein Abschlussgitter vom Mittelraum trennt. Die Kirche enthält eine Allerheiligenkapelle, eine barock ausgestattete Marienkapelle, sowie eine Unterkirche mit Gruft und Meditationsraum. Das Abschlussgitter und ein dazu gehörender Apostelleuchter sind die einzigen baulichen Details, die aus der Rokokozeit erhalten sind.

Zu den Neuanschaffungen zählen die um 1680/90 entstandenen Figuren der heiligen Scholastika und des heiligen Benedikt. Sie stammen möglicherweise aus dem Kloster Tegernsee oder dem Kloster Benediktbeuern. Das spätgotische Kruzifix im Chorraum aus dem Jahr 1495, das Michel Erhart zugeschrieben wird, ist eine Leihgabe des Heilig-Geist-Spitals. Im Chorumgang befinden sich zahlreiche Grabplatten aus dem 14. und 15. Jahrhundert. 

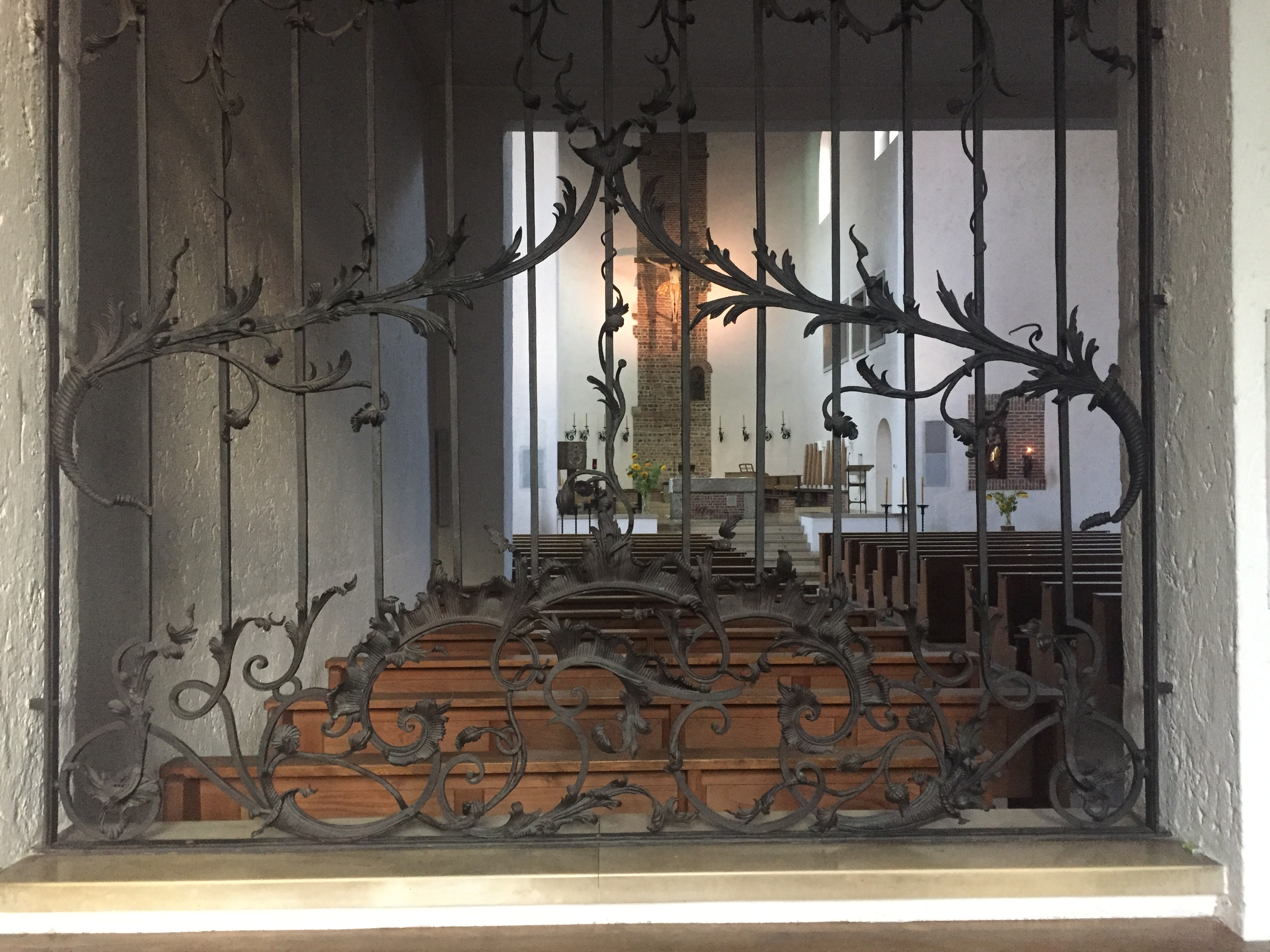
Abschlussgitter
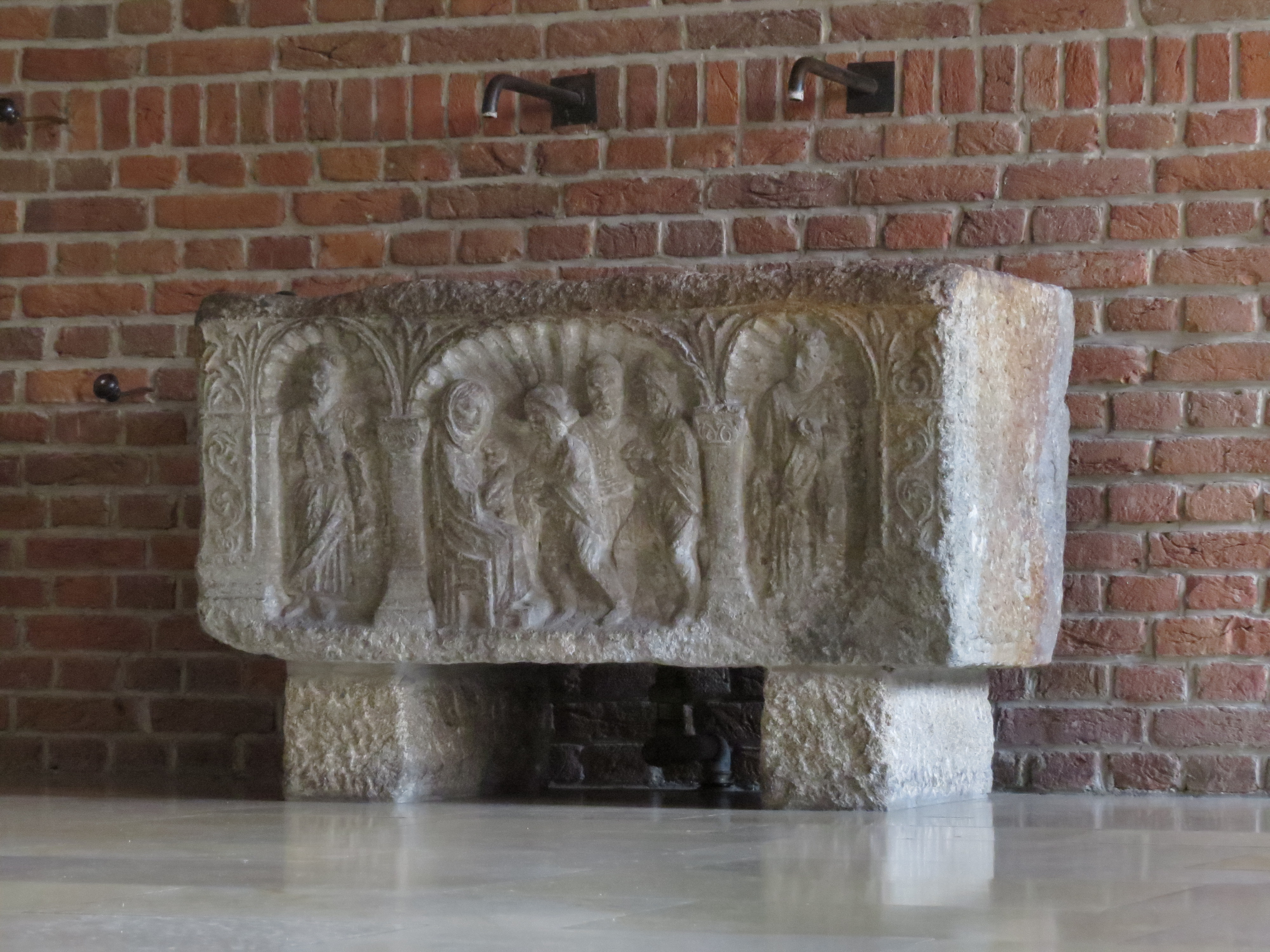
Kindersarkophag
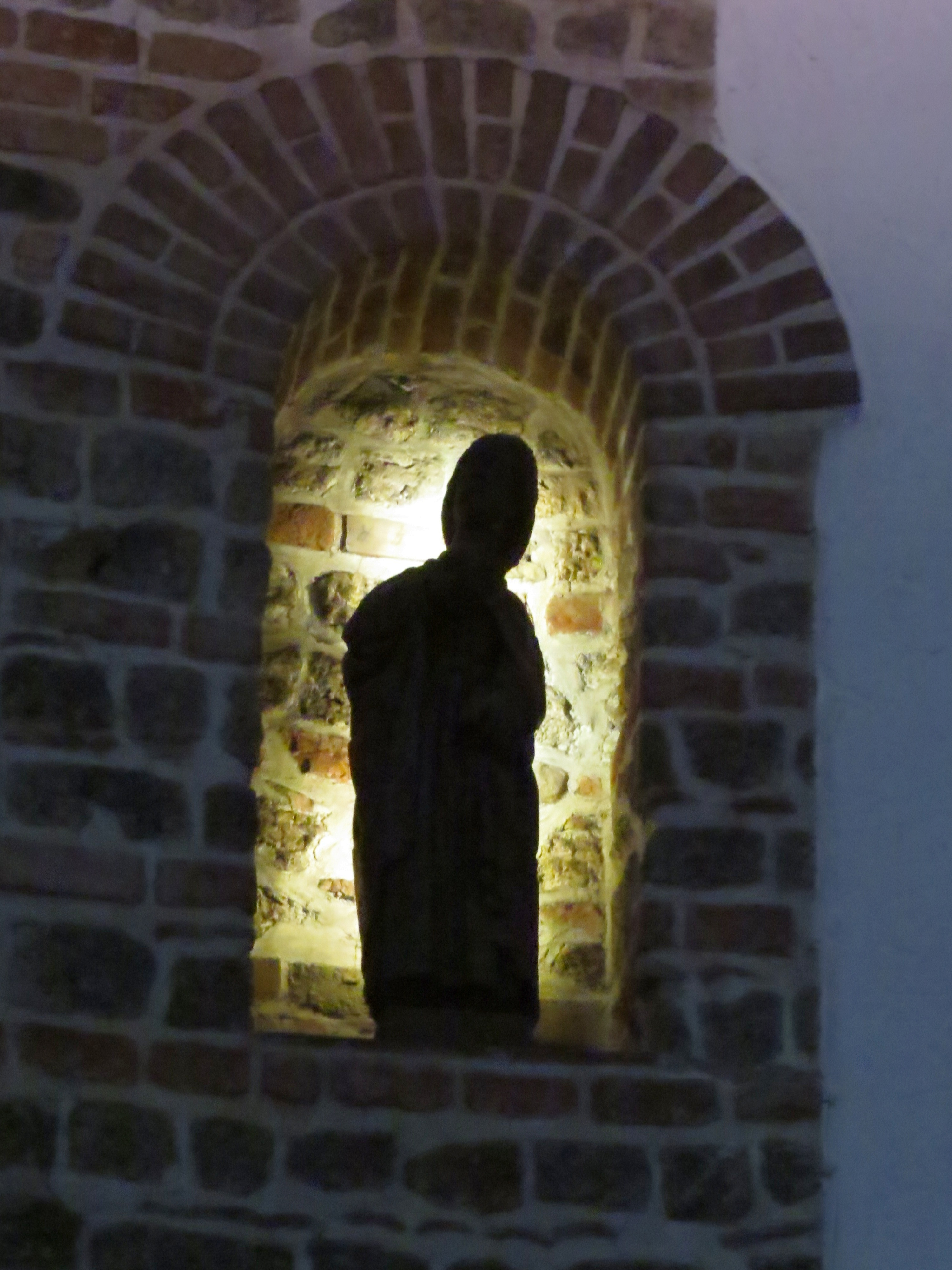
Statue des hl. Stephan

## Orgel

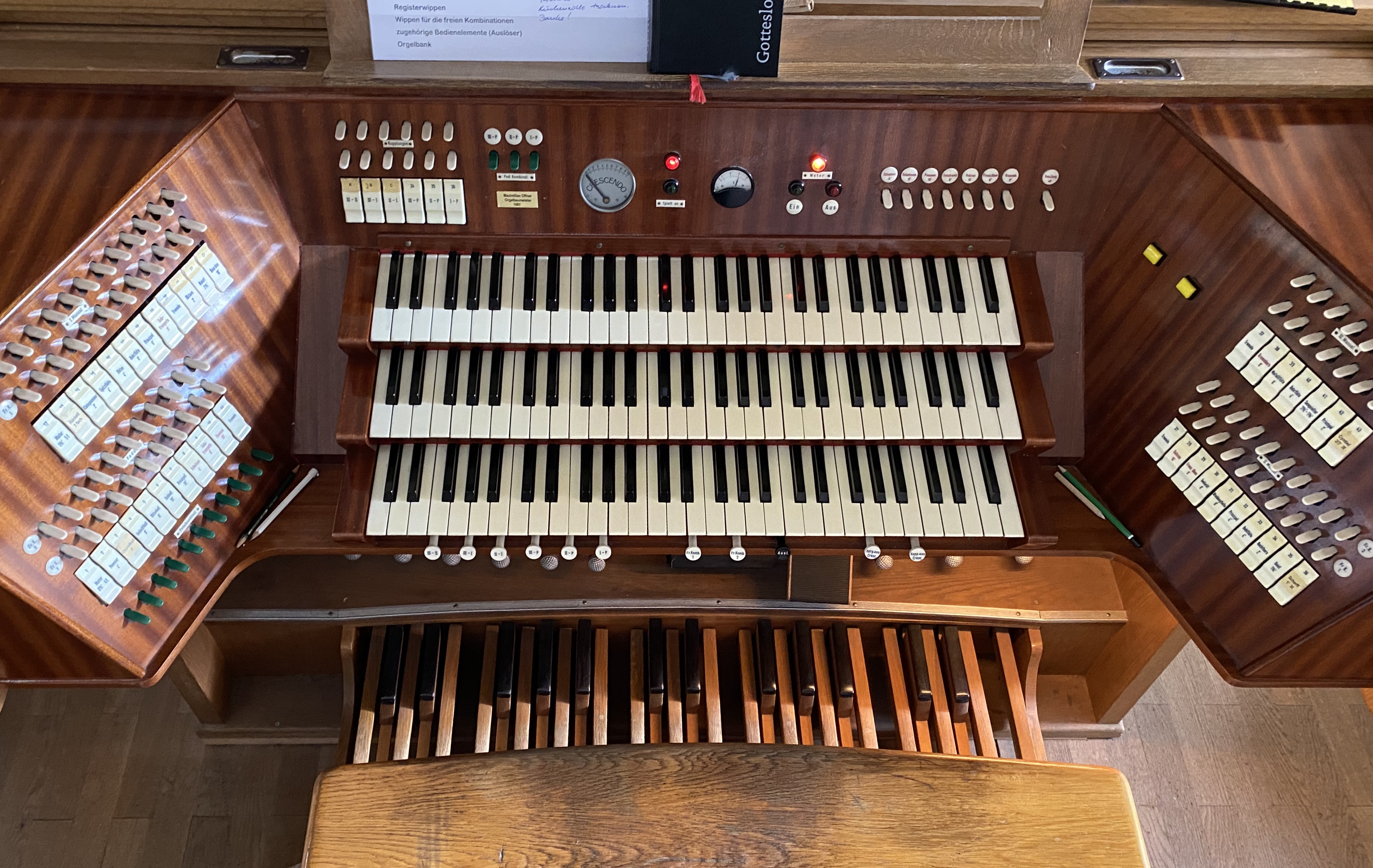
Spieltisch der Offner-Orgel

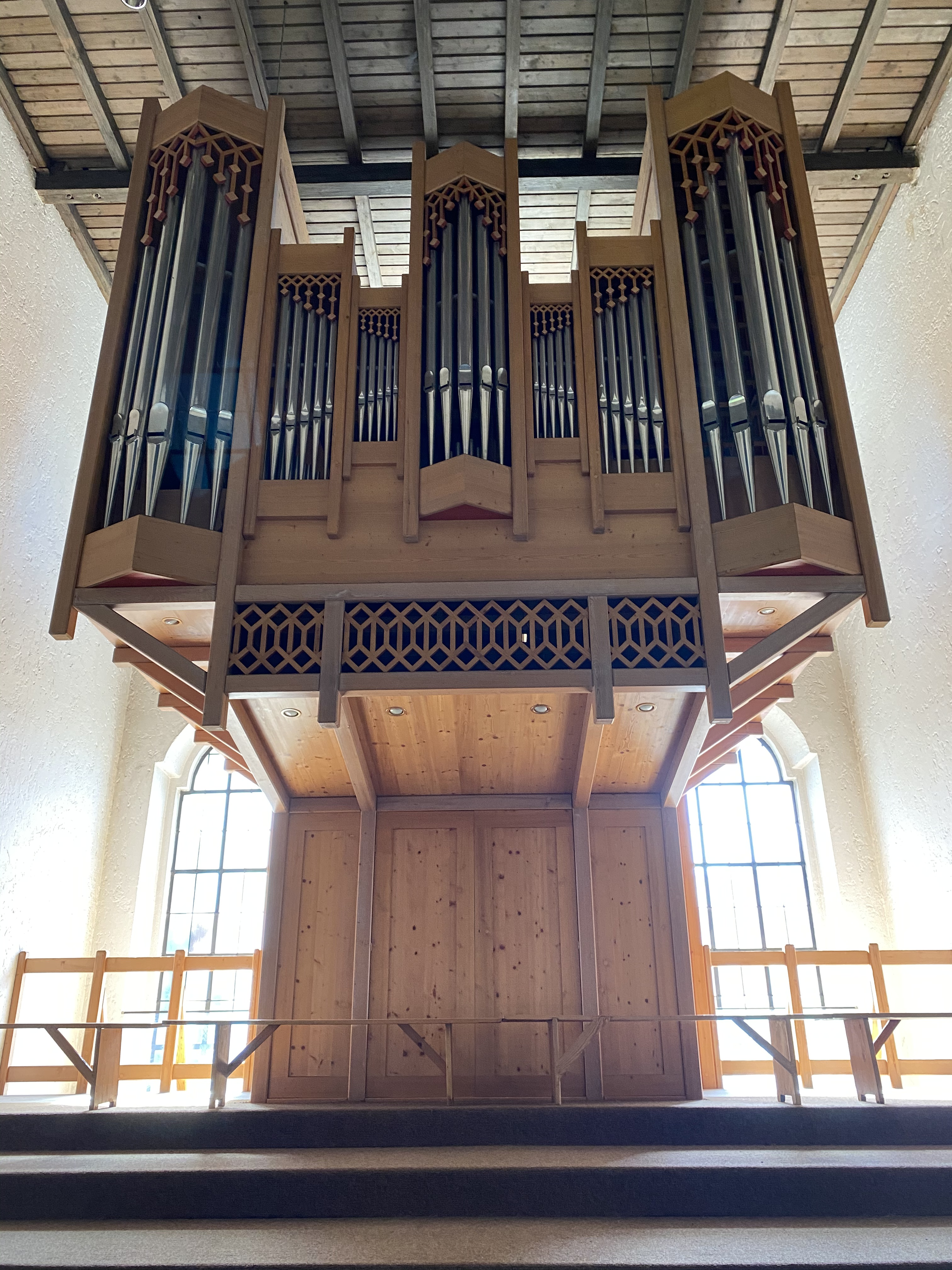
Die Offner-Orgel von St. Stephan

1965 konnte auf Grund einer Stiftung ein Vertrag mit Orgelbaumeister Julius Zwirner aus München abgeschlossen werden. Wegen Erkrankung musste der Orgelbauer mitten in den Arbeiten sein Geschäft aufgeben und so wurde Orgelbaumeister Max Anton Offner 1972 damit betraut, das Werk zu Ende zu führen. Nach vielen Jahren guter Dienste im Gottesdienst und Unterricht an der Schule wurde das Instrument 1995 durch den Orgelbauer in einem Gutachten bewertet. Es stellte sich heraus, dass eine technische Erneuerung dringend erforderlich war. Orgelbaumeister Maximilian Offner stellte 1996 die heutige Orgel fertig. Die Disposition veränderte sich im Vergleich zur Vorgängerorgel nur geringfügig. Ein Bourdon 16′, ein Nasat 2 2⁄3′ und eine Oktave 2′ wurden neu eingebaut. Das Werk umfasst knapp 2250 Pfeifen, Windladen, einen Blasebalg und einen Orgelmotor. Der siebenteilige Prospekt, der von Franz Bernhard Weißhaar entworfen wurde, nimmt farblich Bezug auf die freigelegte östliche Chorwand und beinhaltet die Pfeifen des Principals 8′. Im Altarraum befindet sich ein weiterer Spieltisch mit zwei Manualen, mit dem sich die Orgel auch vom Kirchenraum aus bespielen lässt.
Die Disposition der Orgel lautet:
| I Hauptwerk C–g3 |       |
| Bourdon          | 16′   |
| Principal        | 8′    |
| Rohrflöte        | 8′    |
| Oktave           | 4′    |
| Spitzflöte       | 4′    |
| Nasat            | 2 ⁄3′ |
| Oktave           | 2′    |
| Kleinpommer      | 2′    |
| Cornett III      |       |
| Mixtur V         | 1 ⁄3′ |
| Trompete         | 8′    |
| Tremulant        |       |

| II Schwellwerk C–g3 |       |
| Gedackt             | 8′    |
| Weidenpfeife        | 8′    |
| Principal           | 4′    |
| Hohlflöte           | 4′    |
| Nachthorn           | 2′    |
| Quinte              | 1 ⁄3′ |
| Scharff III         | 1′    |
| Dulcian             | 16′   |
| Oboe                | 8′    |
| Tremulant           |       |

| III Oberwerk C–g3 |              |
| Metallflöte       | 8′           |
| Rohrflöte         | 4′           |
| Sesquialter       | 2 ⁄3′+1 3⁄5′ |
| Principal         | 2′           |
| Cymbel III        | 2⁄3′         |
| Krummhorn         | 8′           |
| Tremulant         |              |

| Pedal C–f1  |       |
| Principal   | 16′   |
| Subbass     | 16′   |
| Oktavbass   | 8′    |
| Gedacktbass | 8′    |
| Choralbass  | 4′    |
| Pommer      | 4′    |
| Mixtur IV   | 2 ⁄3′ |
| Posaune     | 16′   |
| Trompete    | 8′    |
| Schalmei    | 4′    |

- Koppeln: II/I, III/I, III/II, I/P, II/P, III/P
- Spielhilfen: 2 freie Kombinationen, 1 Pedalkombination, Walze, Einzelzungenabsteller, Tutti